# 赤缨藤菊
赤缨藤菊（学名：[Cissampelopsis erythrochaeta] 错误：{{Lang}}：文本有斜体标记（帮助））为菊科菊藤属的植物，是中国的特有植物。分布于中国大陆的湖南等地，生长于海拔950米至1,180米的地区，常生长在林中竹林以及灌木上，目前尚未由人工引种栽培。

## 异名
- Senecio buimalia Buch.-Ham. ex D. Don var. bambusetum Hand.-Mazz.